# 孔多爾瓦西山 (安卡什大區)
8°37′52″S 77°42′44″W / 8.63111°S 77.71222°W
孔多爾瓦西山（Kuntur Wasi），是秘魯的山峰，位於該國北部安卡什大區，由庫斯卡區和聖胡安區負責管轄，屬於布蘭卡山脈的一部分，海拔高度4,200米。